# Antoigny
Antoigny är en kommun i departementet Orne i regionen Normandie i nordvästra Frankrike. Kommunen ligger i kantonen La Ferté-Macé som tillhör arrondissementet Alençon. År 2018 hade Antoigny 126 invånare.

## Befolkningsutveckling
Antalet invånare i kommunen Antoigny
| Referens: INSEE |